# Тенорио (вулкан)
Тенорио или Тенорио Эста (исп. Tenorio Está) — стратовулкан на северо-западе Коста-Рики, в провинции Гуанакасте, в 6 километрах от города Каньяс. Высота — 1916 м. Входит в один из новых национальных парков с одноимённым названием — Национальный парк Вулкан Тенорио. Сведения об известных извержениях отсутствуют. Существует легенда, что извержение происходило в 1816 году.